# Satin

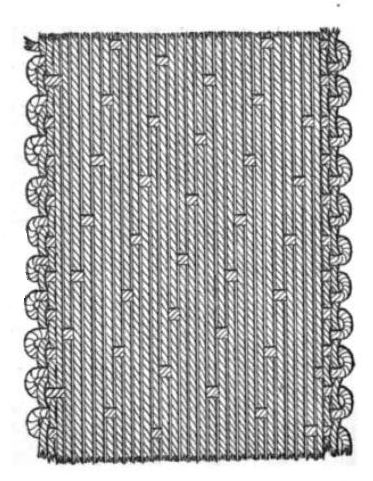
Satinbindning (silke).

Satin är dels namnet på en av de grundläggande bindningsformerna vid vävning, dels namnet på de tyger som framställs med denna teknik. 
Satinbindningen bygger på att bindepunkterna knappt syns på tyget, vilket ger ett tätt, slätt men ändå smidigt tyg. I varpsatäng är det varpen som främst är synlig på rätsidan och i väftsatäng är det inslaget som främst syns, den del av textilen som främst är tänkt att synas är då tätare än den andra.
Satintyg (även försvenskat satäng eller atlas) (franska satin \sa.tɛ̃\) är ett tätt vävt tyg av siden, bomull eller rayon. Ordet satin användes tidigare främst om bomullsvävar med satinbindning, medan sidentyger kallades atlas. Yllevävar med satinbindning har gått under ett flertal olika benämningar beroende på kvalitet, bland annat Lasting. Ordet atlas, som i formen atlask förekom i svenskan redan på 1500-talet betecknar idag ofta tyger med silkesvarp och bomullsinslag eller varptrikåvaror.
Satinets blanka yta får man genom att pressa kallt tyg med heta järn. Satin har använts som material i underkläder, först i korsetter, sedan 1810-talet.
Satintyger används idag till bland annat sängkläder och gardiner.

## Ursprung
Namnet satin (satäng) kommer av det arabiska namnet på den stora kinesiska hamnstaden Quanzhou, som av araberna kallades Zayton. Staden var under flera hundra år utgångspunkt för den kinesiska marina exporten av siden.

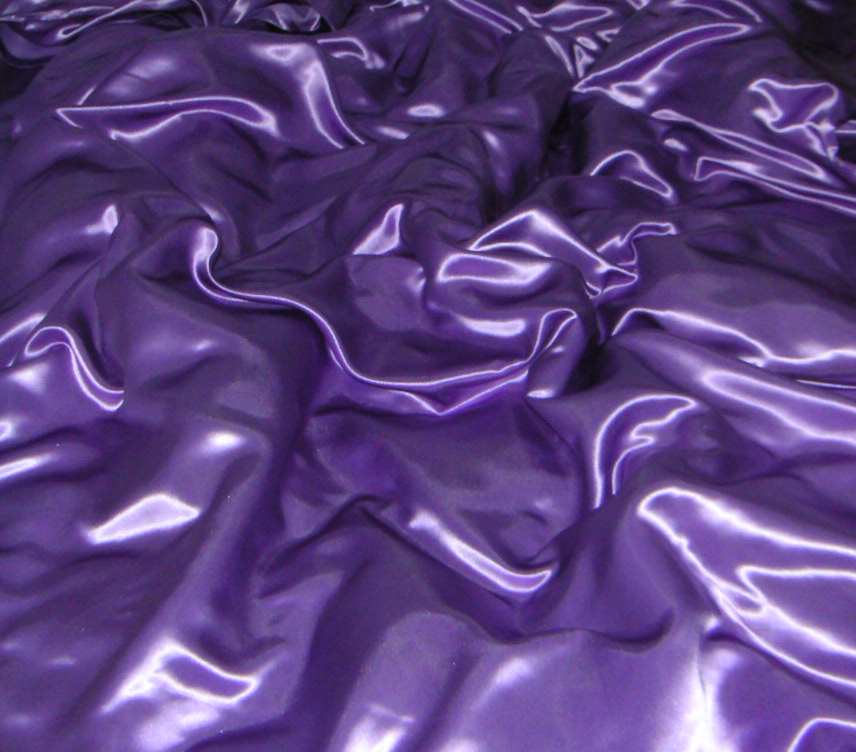
Satintyg av syntetfibrer.
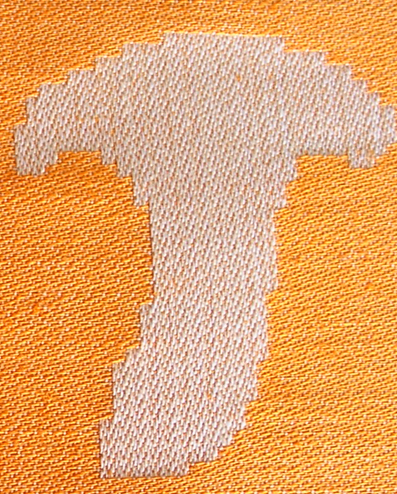
Kantarell i 6-skaftad satin. Damastväv med drag. Skarp anslutning mellan inslag och varp.
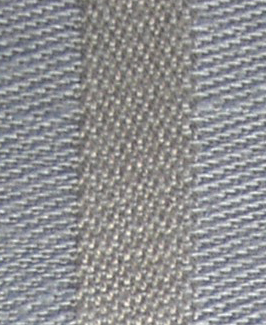
5-skaftad satin i Damastväv med harnesk. Varptrådarna i mönstrets högersida glider en aning.